# Владислав II Јагело
Владислав II Јагело (изворно име: Јогаила, пољ. Władysław II Jagiełło, литв. Jogaila Algirdaitis, око 1351 — Гродек Јагелонски, 1. јун 1434) је био велики кнез Литваније (1377—1434) и краљ Пољске (1386—1434). Краљ Пољске постао је оженивши се са 11-годишњом краљицом Јадвигом Пољском. Тиме је настала пољско-литванска персонална унија.
Био је последњи пагански владар средњовековне Литваније (која је била много већа од данашње Литваније). Као услов за добијање пољске круне, Владислав је морао да прихвати римокатоличанство. По крштењу добио је име Владислав II Јагело.
Јагелонска ера се сматра почетком златног раздобља пољске историје и пољско-литванске уније. Пољско-литванска унија постаје велика европска сила, која шири своје границе северно, источно и западно.

## Биографија
Јагело је био потомак гедиминидске династије кнежева и великих кнежева Литваније. Рођен је у Вилњусу. Отац му је био Аргидас, велики кнез Литваније (1345—1377). Деда му је био Гедиманс, велики кнез Литваније и Јевне.
Када је Јагело постао велики кнез 1377, његова старија браћа из Аргидасовог првог брака била су незадовољна. Стали су на страну московског кнеза.
Јагело је 1380. потписао мир са витезовима Тевтонцима. После тога кренуо је да помогне Златној хорди у бици код Куликова, али задоцнио је. Његов ујак Кестутис свргнуо је Јагела 1381. јер је био незадовољан миром са Тевтонцима. Јагело је успео да за годину дана поврати власт и утамничи ујака.

## Савез са Пољском
Јагело је озбиљно разматрао могућност женидбе са ћерком московског кнеза. Вероватно је закључио да тиме неће успети зауставити Тевтонце, па је ушао у савез са католичком Пољском. Потписао је са Пољском 1385. савез из Крева. Жени се 1386. пољском краљицом Јадвигом Пољском и тиме се успоставља династија Јагеловића, која је владала Пољском и Литванијом до 1572. године. У исто време Јагело је прихватио римокатоличанство, као и остало литванско племство. Од тада носи име Владислав II Јагеловић. Тиме је настала Пољско-Литванска унија, краљевина са огромном територијом.
Краљица Јадвига Пољска је умрла 1399, а Владислав Јагеловић је владао још 35 година после тога. Неки су веровали да он није имао права да влада после тога, али пошто није било очитих претендената на престо остао је владати и као краљ Пољске.

## Рат са Тевтонским редом
Јагелово покатоличавање означило је и успоставу римокатоличанства као службене вере у Литванији, која је дотад била углавном паганска земља. Пагански обичаји су се и даље одржавали у народу, али племство је прихватило римокатоличанство, јер је добило обећање да ће имати глас при избору будућих пољско-литванских владара.
Пошто је Литванија престала бити паганска земља, тевтонски ред више није имао оправдања да води антипагански крсташки рат. Дотад су Тевтонци освајали територије под изговором крсташког рата. Поново су извршили инвазију 1398. и тада Пољаци и Литванци нису били довољно спремни. Тевтонски ред је прогласио рат 1409. против пољско-литванске уније. У почетку су Тевтонци успешно извршили инвазију великих делова Пољске, али Пољаци су их одбили и заузели Бромберг. Склопљен је привремени мир, који је трајао до 1410. године. Пољаци и Литванци су одлучили да уклоне тевтонску опасност једном заувек и искористили су предах за прикупљање снага.
Дошло је до одлучне битке, једне од највећих у средњем веку.
Владислав II Јагеловић је поразио Тевтонски ред у великој бици код Гринвалда 15. јула 1410. године. То је био велики пораз за Тевтонце, који означава почетак њихова повлачења. Тевтонски ред се после тога никад није опоравио.

## Јагелонци
Био је први од литванских кнежева који су уједно били и краљеви Пољске. Наследио га је Владислав III Јагелонац, а после његове смрти у бици код Варне Казимир IV Јагелонац. Династија Јагелонаца није била наследна династија, јер сваки нови краљ је био биран, иако је заправо изгледала као наследна, пошто је смена на престолу углавном била вршена с оца на сина. Јагелонци ће до краја XV века владати и Угарском и Бохемијом, тако да ће њихова власт обухватити источну и средњу Европу.
Период пољске историје током кога су владали Јагелонци од 1385. до 1569. назива се јагелонска ера.

## Наслеће
Владислав је приказан на аверсу модернизоване новчанице од 100 пољских злота.
Храст Јагело, древно дрво у Бјаловјешкој шуми, назван је у част чињенице да је он покренуо традицију краљевског лова у овој области.
Године 2021, астероид 2004 ТП17 је званично назван Јогајла (варијанта његовог имена на литванском језику).

## Породично стабло
|  |                                  |  |  |  |  |  |  |  |  |  |  |  |  |  |  |  |
|  | 4. Гедимин                       |  |  |  |  |  |  |  |  |  |  |  |  |  |  |  |
|  |                                  |  |  |  |  |  |  |  |  |  |  |  |  |  |  |  |
|  |                                  |  |  |  |  |  |  |  |  |  |  |  |  |  |  |  |
|  | 2. Алгирдас                      |  |  |  |  |  |  |  |  |  |  |  |  |  |  |  |
|  |                                  |  |  |  |  |  |  |  |  |  |  |  |  |  |  |  |
|  |                                  |  |  |  |  |  |  |  |  |  |  |  |  |  |  |  |
|  | 5. Јевна                         |  |  |  |  |  |  |  |  |  |  |  |  |  |  |  |
|  |                                  |  |  |  |  |  |  |  |  |  |  |  |  |  |  |  |
|  |                                  |  |  |  |  |  |  |  |  |  |  |  |  |  |  |  |
|  | 1. Владислав II Јагело           |  |  |  |  |  |  |  |  |  |  |  |  |  |  |  |
|  |                                  |  |  |  |  |  |  |  |  |  |  |  |  |  |  |  |
|  |                                  |  |  |  |  |  |  |  |  |  |  |  |  |  |  |  |
|  | 6. Alexander I of Tver           |  |  |  |  |  |  |  |  |  |  |  |  |  |  |  |
|  |                                  |  |  |  |  |  |  |  |  |  |  |  |  |  |  |  |
|  |                                  |  |  |  |  |  |  |  |  |  |  |  |  |  |  |  |
|  | 3. Улијана Александровна Тверска |  |  |  |  |  |  |  |  |  |  |  |  |  |  |  |
|  |                                  |  |  |  |  |  |  |  |  |  |  |  |  |  |  |  |
|  |                                  |  |  |  |  |  |  |  |  |  |  |  |  |  |  |  |
|  | 7. Anastasia Yuryevna of Halych  |  |  |  |  |  |  |  |  |  |  |  |  |  |  |  |
|  |                                  |  |  |  |  |  |  |  |  |  |  |  |  |  |  |  |
|  |                                  |  |  |  |  |  |  |  |  |  |  |  |  |  |  |  |